# Barley wine

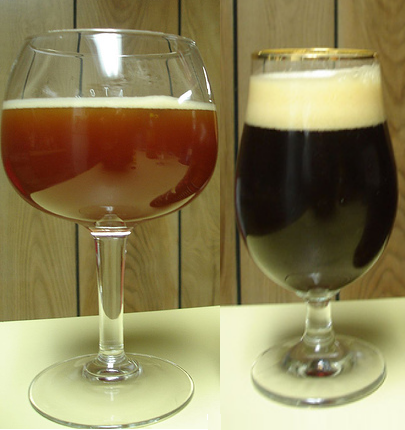
Barley wine kan variera mycket i färg. Allt från en klar och genomskinlig bärnstensfärg, grumligt mahognyfärgad (vänster) till nästan ogenomskinlig svart(höger).

Barley wine (eller barleywine) är en typ av starköl med ursprung i England.

## Historik
I antikens Grekland förekom en jäst kornbaserad dryck som kallades "κρίθινος οἶνος" (krithinos oinos), ungefär barley wine ("kornvin") och det omnämns även av bland annat de grekiska historikerna Xenofon i dennes verk Anabasis och Polybius i dennes Polybii historiska arbeten, där han nämner att fajakerna förvarade barley wine i krater av silver och guld. Dessa varianter är dock inte helt jämförbara med moderna varianter eftersom de förekommer i en tid många sekler innan man började använda humle, en viktig ingrediens i moderna barley wine.
Det första ölmärket som såldes som barley wine var Bass No. 1 Ale, cirka 1870.
Det amerikanska bryggeriet Anchor Brewing Company introducerade öltypen i USA år 1976 i och med sin Old Foghorn Barleywine Style Ale. Old Foghorn såldes som barleywine (i ett ord) eftersom man var orolig för att ordet Wine (vin) skulle kunna dra på sig kritik från lagstiftare.

## Karakteristika
Barley wine har normalt en alkoholhalt om cirka 8-12 volymprocent och med en vörtstyrka upp till 1.120. Benämningen "vin" syftar på dess alkoholhalt som ligger nära vin, men eftersom det tillverkas av malt och inte av druvor rör det sig om öl.
Det finns två huvudsakliga typer av barley wine: den amerikanska varianten som vanligen är mer humlad och bitter med en färgskala från bärnstensfärgad till ljusbrun och den engelska typen som vanligen är mindre bitter och mindre humlad, men med större färgvariation från gyllenröd till nästan helt svart. Innan Sheffieldbryggeriet Tennant's lanserade en bärnstensfärgad barley wine under namnet Gold Label år 1951 (senare bryggt av Whitbread, numera nedlagt) var brittiska barley wines uteslutande mörka. 
Ölskribenten Michael Jackson bedömde ett barley wine av Smithwick's så här: 
"Det är mycket distinkt, jordigt humledoftande, vinöst, [och har] massor med frukt- och kolatoner."
Han konstaterade också att vörtstyrkan var 1.062.
Ölskribenten Martyn Cornell har sagt att: ".. det finns ingen betydande skillnad mellan barley wine och old ale". Han förtydligade senare att "Jag tror inte att det finns en relevant öltyp som heter barley wine".
Barley wine säljs emellanåt som årgångsöl i de fall de är lämpliga att lagra, ibland under mycket lång tid.

## Beskattning och legala konsekvenser
Många jurisdiktioner har olika skattesatser för drycker vars alkoholhalt mäts i volymprocent. Eftersom barley wine är alkoholstarkt beskattas det i vissa jurisdiktioner högre än andra ölsorter. Detta medför att barley wine även är dyrare än andra typer. På samma sätt skiljer sig olika jurisdiktioner åt utifrån var öl och vin får säljas, vilket i sin tur leder till att det råder oklarheter om till vilken dryckeskategori barley wine skall räknas, vilket begränsar tillgängligheten.

## Wheat wine
En variant av barley wine bryggs genom att man tillsätter stora mängder vetemalt vid mäskningen, vilket leder till en produkt kallad wheat wine ("vetevin"). Varianten uppstod i USA under 1980-talet.

## Exempel

### Storbritannien
- Golden Pride från Fuller's[13]

### Sverige
- Baronen från Hantverksbryggeriet[14]
- Nils Oscar Barley Wine från Nils Oscar Bryggeri och Bränneri[15]
- Bötet Barley Wine från Nynäshamns Ångbryggeri[16]
- #50 Black Barley Wine från S:t Eriks [17]

### Danmark
- Big Worse från Mikkeller[18]

### Översättning
Den här artikeln är helt eller delvis baserad på material från engelskspråkiga Wikipedia.